# Gerald Messadié
Gerald Messadié, né  le 5 septembre 1931 à El Hawamdeya (Égypte) et mort le 5 juillet 2018 dans le 8e arrondissement de Paris, est un journaliste scientifique, essayiste et romancier français, dont l'œuvre prolifique est constituée de romans historiques, biographies, essais sur l'histoire des religions et quelques œuvres de science-fiction largement inspirées par l'ésotérisme.

## Biographie
Gérald Messadié est né à El Hawamdeya à 20 kilomètres au sud du Caire en 1931. Très jeune, sous le patronage du surréaliste Georges Henein, il croise le cercle de francophones s'intéressant à René Guénon. Journaliste précoce, il découvre Le Règne de la Quantité et les Signes des Temps et rencontre son auteur à une occasion, dont il considère — dans un hommage qu'il lui consacre dans La Bourse égyptienne — la mort comme une perte « comparable à celle de Nietzsche ou de Pascal » et lui trouve un continuateur en la personne de Raymond Abellio. 
Il publie ses premiers romans dès l'âge de dix-sept ans, sous pseudonyme, avant, affirme-t-il, de travailler comme nègre littéraire pendant près de vingt ans pour un « grand auteur » ce qui lui aurait rapporté « beaucoup d'argent et pas mal d'ennuis ». En 1959, il rejoint la rédaction du magazine de vulgarisation Science et Vie, dont il devient rédacteur en chef-adjoint. 
Au début des années 1970, il commence à publier sous son propre nom des ouvrages touchant à une grande variété de domaines :  s'intéressant à l'histoire, à l'ethnologie et à la théologie, il propose des essais sur les croyances, les cultures et les religions, des biographies romancées, des romans historiques… Ces publications à « connotations scientifiques » sont souvent considérées comme des « ouvrages de polémiste » et suscitent régulièrement des critiques portant sur la légèreté de ses approches scientifique ou théologique et sur ses approximations. Écrivain prolifique publié chez Robert Laffont, l'Archipel, Lattès...  il atteint une certaine notoriété avec la publication en 1988 de L'Homme qui devint dieu, une biographie romancée de Jésus de Nazareth qui connait un grand succès de librairie, traduite en plusieurs  langues. 
Gérald Messadié meurt le 5 juillet 2018 à Paris.

## Télévision
En 2015, il intervient dans l'émission Secrets d'Histoire consacrée à Napoléon Bonaparte, intitulée Comment devient-on Napoléon ? , diffusée le 2 juin 2015 sur France 2.

## Critiques
Les ouvrages de Messadié concernant Jésus de Nazareth ou les débuts du christianisme, qui ont connu un succès d'édition, sont sévèrement critiqués par la recherche exégétique, les quelques fois où celle-ci les mentionne. Ainsi, Un Jésus de comédie, augmenté d'un Paul de farce de Pierre Grelot est une critique appuyée contre les ouvrages L'Homme qui devint Dieu et L'incendiaire, vie de Saül apôtre, qui, pour celui-ci, relèvent  «  de la plus haute fantaisie » constituant une œuvre « aussi prétentieuse que dénuée de valeur ». L'exégète Jean-Paul Michaud parle, lui, de « maquillage scientifique » ou encore d'« élucubrations [qui] s'ajoutent (...) aux amplifications romanesques déjà considérables », relevant que Messadié admet lui-même qu'il a produit « un travail de romancier ». Daniel Marguerat range les écrits de Messadié parmi les « incongruités de la littérature de kiosque » occupant un champ laissé ouvert par une exégèse scientifique quelque peu timorée.   
Dans d'autres cas, ces écrits sont simplement évoqués aux côtés d'autres œuvres de fiction, regrettant néanmoins que ces spéculations influencent le  grand public et interfèrent avec les recherches scientifiques sur ces sujets. Bertrand Westphal, qui mentionne l'aspect «  indéniablement brillant » de l'essai L'Homme qui devint Dieu, pointe cependant que l'ouvrage relève d'un « double jeu » consistant « à asséner ses vérités tout en se réservant, le cas échéant, la facile échappatoire du caractère fictionnel de ses hypothèses ».

## Publications
- Un personnage sans couronne, (roman), Plon 1955
- Les princes, (roman), Plon 1957
- Le chien de Francfort, (roman), Plon 1961
- Le zodiaque à 24 signes, Stock 1973
- Bouillon de culture, Robert Laffont 1973 (en collaboration avec Bruno Lussato)
- Mahomet, (religion), 1974
- La fin de la vie privée, Calmann-Lévy 1974
- L’alimentation suicide. (Les dangers réels et imaginaires des produits chimiques dans notre alimentation.)  Fayard 1973
- La messe de saint Picasso, (essai), Robert Laffont 1984
- Les grandes découvertes de la science, (histoire), Bordas 1987
- Les grandes inventions de l’humanité jusqu’en 1850, (histoire), Bordas 1988
- Requiem pour Superman, la crise du mythe américain, (essai), Robert Laffont 1988
- Suite romanesque: L'Homme qui devint Dieu
  - Tome 1 : Le récit, Robert Laffont, 1988 (Réédition : 887 pp., LGF - Livre de Poche, no 6777, 1990  (ISBN 2-253-05329-5))
  - Tome 2 : Les sources, Robert Laffont, 1989 (2e édition : 1999  (ISBN 2-221-08222-2))
  - Tome 3 : L'incendiaire, vie de Saul, apôtre, Robert Laffont, 1991  (ISBN 2-221-08223-0)
  - Tome 4 : Jésus de Srinagar, Robert Laffont, 1995 (Réédition : 527 pp., LGF - Livre de Poche, 1997  (ISBN 2-253-14353-7))
- Les grandes inventions du monde moderne, (histoire), Bordas 1989
- Matthias et le diable, (roman), Robert Laffont 1990
- Le chant des poissons-lune, (roman), Robert Laffont 1992
- Ma vie amoureuse et criminelle avec Martin Heidegger, (roman), Robert Laffont 1992
- Histoire générale du diable (en), (religion), Robert Laffont 1993
- 29 jours avant la fin du monde, (roman), Robert Laffont 1995
- Coup de gueule contre les gens qui se croient de droite et quelques autres qui se croient de gauche, (nouvelle), Ramsay 1995
- La fortune d'Alexandrie, (roman), Lattès 1996

Prix Relay 1996
- Tycho l’admirable, (roman), Julliard 1996
- Une histoire générale de Dieu (essai), Robert Laffont, 1997  (ISBN 2-221-07988-4)
- Suite: Moïse, (biographie), 
  - Tome 1 : Un prince sans couronne, 320 pp., Lattès, 1998  (ISBN 2-709-61876-1)
  - Tome 2 : Le prophète fondateur, 373 pp., Lattès, 1998  (ISBN 2-709-61894-X)
- Histoire générale de l'antisémitisme (essai), 431 pp., Lattès, 1999  (ISBN 2-709-61926-1)
- David roi (roman), 380 pp., Lattès, 1999  (ISBN 2-709-61949-0)
- Balzac, une conscience insurgée, écrit avec Jean-Charles Gérard, (essai), Édition no 1, 1999
- Mon petit livre des prières, (religion), Presses du Châtelet, 2000
- Madame Socrate, (roman policier), Lattès, 2000 (Réédition : LGF - Livre de Poche, no 15354, 2002  (ISBN 2-253-15354-0))
- Les Cinq livres secrets dans la Bible (essai), 689 pp., Lattès, 2001  (ISBN 2-709-62141-X)
- 25, rue Soliman Pacha (roman), Lattès 2001 - 474 pp., Collection Ldp, no 5554, LGF - Livre de Poche, 2003  (ISBN 2-253-15554-3)
- Le mauvais esprit, (essai), Max Milo Éditions, 2001
- Mourir pour New York, (essai), Max Milo Éditions, 2002
- L'Affaire Marie Madeleine (document), Lattés, 2002 (Réédition : LGF - Livre de Poche, no 30187, 2004  (ISBN 2-253-10992-4))
- Le tourisme va mal, achevons-le ! (essai), 2003
- Suite romanesque: Jeanne de l'Estoille
  - Tome 1: La Rose et le lys, L'Archipel, 2003  (ISBN 2-841-87810-4)
  - Tome 2: Le Jugement des loups, L'Archipel, 2003  (ISBN 2-841-87811-2)
  - Tome 3: La Fleur d'Amérique, L'Archipel, 2003  (ISBN 2-841-87812-0)
- Trois mille lunes, (roman), Laffont, 2003
- Suite romanesque: Orages sur le Nil
  - Tome I : L'œil de Néfertiti, L’Archipel 2004
  - Tome II : Les masques de Toutankhamon, L’Archipel 2004
  - Tome III : Le triomphe de Seth, L’Archipel 2004
- Et si c'était lui (roman), 350 pp., L'Archipel, 2004  (ISBN 2-841-87618-7)
- Suite: Saint Germain l'homme qui ne voulait pas mourir
  - Tome I : Le masque venu de nulle part, (ou "Un masque nommé Saint Germain"), L’Archipel, 2005
  - Tome II : Les puissances de l'invisible, L’Archipel, 2005  (ISBN 2-841-87748-5)
- Cargo, la religion des humiliés du Pacifique (essai), Calmann-Levy, 2005  (ISBN 2-702-13598-6)
- Marie-Antoinette — La rose écrasée (roman), L'Archipel, 2006  (ISBN 2-841-87832-5)
- Quarante siècles d'ésotérisme (essai), Presses du Chatelet, 2006  (ISBN 2-845-92207-8)
- Le secret de l'auberge rouge, L'Archipel, 2007
- Judas, le bien-aimé, Lattès 2007
- Suite: Jacob
  - Tome I : Le gué de Yabboq, L’Archipel, 2007
  - Tome II : Le roi sans couronne, L’Archipel, 2007
- Saladin, chevalier de l’islam, (document), L’Archipel, 2008
- Padre Pio ou les prodiges du mysticisme, (religion), Presses du Châtelet 2008
- Jurassic France : pourquoi nous sommes en voie de fossilisation, L'Archipel, 2009
- Un espoir aussi fort
  - Tome I : Les années de fer, L’Archipel, 2009
  - Tome II : Les années d'argent, L’Archipel, 2009
  - Tome III : Les années d'or, L’Archipel, 2009
- Le Krach du sperme, avec Pierre Duterte, L’Archipel, 2009
- Ramsès II l’immortel
  - Tome I : Le Diable flamboyant, L’Archipel, 2010
  - Tome II : Le Roi des millions d’années, L’Archipel, 2010
  - Tome III : Taousert, celle qui s'empara du ciel, L’Archipel, 2010
- 4000 ans de mystifications historiques, L’Archipel, 2011
- L’impératrice fatale
  - Tome I : La Fille orchidée, L’Archipel, 2012
- 500 ans d’impostures, sornettes, absurdités et autres erreurs scientifiques, L'Archipel, 2013
- Contradictions et invraisemblances dans la Bible, L'Archipel, 2013
- Jésus dit Barabbas, JCLattès, 2014
- Réalités et mystifications du paranormal, L'Archipel, 2015
- La conspiration Jeanne d'Arc, De Borée, 2018

## Distinction
- 1996 : Prix Relay du roman d'évasion[7]